# South Amboy
South Amboy ist eine Stadt im Middlesex County, New Jersey, USA. Das U.S. Census Bureau hat bei der Volkszählung 2020 eine Einwohnerzahl von 9.411 ermittelt.

## Geographie
Die geographischen Koordinaten der Stadt sind 40°28'53" nördliche Breite und 74°17'6" westliche Länge.
Nach den Angaben des United States Census Bureaus hat die Stadt eine Gesamtfläche von 7,0 km2, wovon 4,0 km2 Land und 3,0 km2 (42,59 %) Wasser ist.

## Demographie
Nach der Volkszählung von 2000 gibt es 7.913 Menschen, 2.967 Haushalte und 2.041 Familien in der Stadt. Die Bevölkerungsdichte beträgt 1.971,1 Einwohner pro km2. 94,22 % der Bevölkerung sind Weiße, 0,86 % Afroamerikaner, 0,19 % amerikanische Ureinwohner, 1,38 % Asiaten, 0,03 % pazifische Insulaner, 1,71 % anderer Herkunft und 1,62 % Mischlinge. 6,75 % sind Latinos unterschiedlicher Abstammung.
Von den 2.967 Haushalten haben 32,2 % Kinder unter 18 Jahre. 48,8 % davon sind verheiratete, zusammenlebende Paare, 14,5 % sind alleinerziehende Mütter, 31,2 % sind keine Familien, 25,9 % bestehen aus Singlehaushalten und in 12,3 % Menschen sind älter als 65. Die Durchschnittshaushaltsgröße beträgt 2,65, die Durchschnittsfamiliengröße 3,22.
24,3 % der Bevölkerung sind unter 18 Jahre alt, 7,7 % zwischen 18 und 24, 32,9 % zwischen 25 und 44, 21,5 % zwischen 45 und 64, 13,6 % älter als 65. Das Durchschnittsalter beträgt 37 Jahre. Das Verhältnis Frauen zu Männer beträgt 100:95,5, für Menschen älter als 18 Jahre beträgt das Verhältnis 100:92,0.
Das jährliche Durchschnittseinkommen der Haushalte beträgt 50.529 USD, das Durchschnittseinkommen der Familien 62.029 USD. Männer haben ein Durchschnittseinkommen von 42.365 USD, Frauen 29.737 USD. Der Prokopfeinkommen der Stadt beträgt 23.598 USD. 7,4 % der Bevölkerung und 6,7 % der Familien leben unterhalb der Armutsgrenze, davon sind 10,6 % Kinder oder Jugendliche jünger als 18 Jahre und 6,0 % der Menschen sind älter als 65.

## Söhne und Töchter der Stadt
- Ulysses Davis (1872–1924), Regisseur von Stummfilmen
- Harold Giles Hoffman (1896–1954), Politiker, Gouverneur des Bundesstaates New Jersey